# Saint Maëlmon
 Maëlmon d'Aleth (floruit VIIe siècle), est le 6e évêque d'Aleth. Il serait mort en 638.

## Contexte
Maëlmon n'est pas mentionné par la Gallia Christiana. Selon Pierre-Hyacinthe Morice de Beaubois, il était « Conseiller et ami de S. Judicaël selon les actes de ce Prince ».
Bien qu'il soit qualifié de Saint dans les catalogues des évêques de Saint-Malo, il ne reste pas de trace de son culte. L'abbé Amédée Guillotin de Corson le considère comme le sixième évêque d'Aleth et, du fait de sa mention dans la Vita ancienne de Judicaël, il estime qu'il y avait entre eux des relations depuis le retrait du roi dans l'Abbaye de Saint-Méen, et que Maëlmon devait de ce fait vivre dans la première moitie du VIIe siècle. L'abbé François Manet mentionne son décès en 638
Il a laissé son nom à la paroisse de Saint-Malon-sur-Mel où il avait édifié un ermitage « Xenodochium Maelmonis » et dont l'église lui est dédiée de temps immémoriaux